# Mike Mower
Michael Henry „Mike“ Mower (* 9. Juni 1958 in Bath) ist ein britischer Jazzmusiker (Saxophon, Flöte, Komposition).

## Leben und Wirken
Mower erhielt 1970 ersten Flötenunterricht in Bath. Nach einem klassischen Flötenstudium an der Royal Academy of Music in London beschäftigte er sich autodidaktisch mit dem Saxophon. 1985 war er Mitbegründer des Saxophon-Quartetts Itchy Fingers, das bis zur Auflösung 1997 die Welt bereiste und diverse Alben vorlegte. Weiterhin leitet er seine Mike Mower Big Band und die Mike Mower Flute Band, für die er auch komponierte.
Als freischaffender Musiker spielte und spielte Mower mit so unterschiedlichen Künstlern wie Gil Evans, Tina Turner, Paul Weller, Björk (Surrounded), James Galway und Ryūichi Sakamoto; 1987 wurde er zum New Jazz Meeting Baden-Baden mit Carla Bley eingeladen.
Als Komponist und Arrangeur arbeitete er für Big Bands wie die BBC Big Band und das Radio Orchestra, die NDR Bigband, den Stockholm Jazz Orchestra und das Texas Tech Wind Orchestra. James Galway (dessen Alben Tango del fuego und Unbreak My Heart er produzierte), Airto Moreira & Flora Purim, Clare Southworth und das Safri Duo sowie Ensembles wie das Riga Saxophone Quartet oder Saxofourte haben Mower Kompositionsaufträge erteilt. Er arrangierte auch für den Eurovision Song Contest.
Mower wurde als Associate der Royal Academy of Music ausgezeichnet.